# Jake Caswell
Jacob Caswell es una persona corredora de fondo y analista clínica estadounidense. Ganó la división no binaria del Maratón de Nueva York de 2022, así como la Maratón de Chicago de 2023.

## Primeros años y educación
Caswell nació de Micki Kastenschmidt y Von Caswell, y creció en Berlín, Wisconsin. Compitió en atletismo y en eventos de campo a través cuando era estudiante de la escuela secundaria de Berlín y, en ese momento, tuvieron un mejor tiempo personal de 4:19 en la carrera de una milla.
Caswell se matriculó en Columbia College en la Universidad de Columbia como miembro de la promoción de 2020. Estudió biología en la universidad y compitieron en carreras de media distancia durante sus cuatro años allí. Caswell posteriormente obtuvo una maestría en salud pública.

## Carrera
Caswell compitió en el Medio Maratón de la ciudad de Nueva York en 2022, el primer año que tuvo una división no binaria, que ganó con un tiempo de 1:12:20. Luego hizo su debut en el Maratón de Brooklyn de 2022, ganando su primera división no binaria con un tiempo de 2:35:17. También ganó el Medio Maratón de Brooklyn organizado por New York Road Runners (NYRR), compitiendo en su división no binaria inaugural. Fue el primer año que NYRR otorgó el honor a un corredor masculino, una corredora y une corredore no binarie.
Caswell ganó el Maratón de Chicago de 2023 con un tiempo de finalización de 2:38:05.